# Merck-Saint-Liévin
Pour les articles homonymes, voir Merck et Liévin (homonymie).
Merck-Saint-Liévin est une commune française située dans le département du Pas-de-Calais en région Hauts-de-France. Ses habitants sont appelés les Merckois. La commune est membre de la communauté d'agglomération du Pays de Saint-Omer.

## Géographie

### Localisation
Localisée dans le centre-est du département du Pas-de-Calais, Merck-Saint-Liévin est une commune de la vallée de l'Aa située, à vol d'oiseau, à 3 km au nord-est de la commune de Fauquembergues et à 16 km au sud-ouest de la commune de Saint-Omer (aire d'attraction et chef-lieu d'arrondissement).
Le territoire de la commune est limitrophe de ceux de six communes.
Les communes limitrophes sont Wavrans-sur-l'Aa, Avroult, Ouve-Wirquin, Saint-Martin-d'Hardinghem, Thiembronne et Wismes.

### Géologie et relief
La superficie de la commune est de 11,85 km2 ; son altitude varie de 56  à   172 m.

### Hydrographie
La commune, située dans le bassin Artois-Picardie, est, selon le Service d'administration nationale des données et référentiels sur l'eau (Sandre), drainée par plusieurs cours d'eau :
- le fleuve l'Aa, d'une longueur de 55,55 km, qui prend sa source dans la commune de Bourthes et se jette dans le canal de Neufossé au niveau de la commune de Saint-Omer[4]. Le cours d'eau, autrefois salmonicole, était riche en truites de mer et saumons ;
- le Hervarre, d'une longueur de 1,59 km qui prend sa source dans la commune et termine sa course au niveau de la commune de Saint-Martin-d'Hardinghem[5].

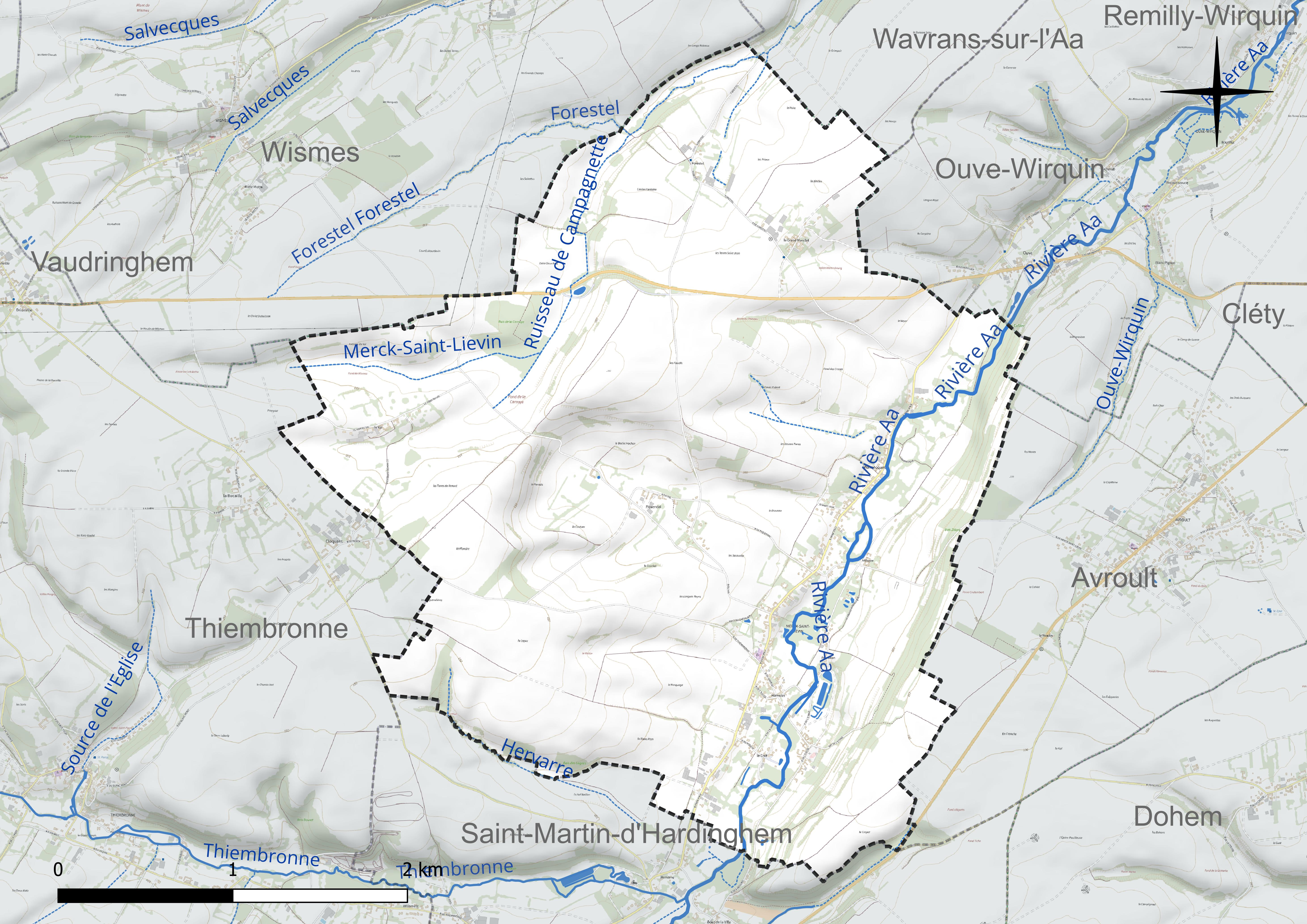
Réseau hydrographique de Merck-Saint-Liévin[Note 1].
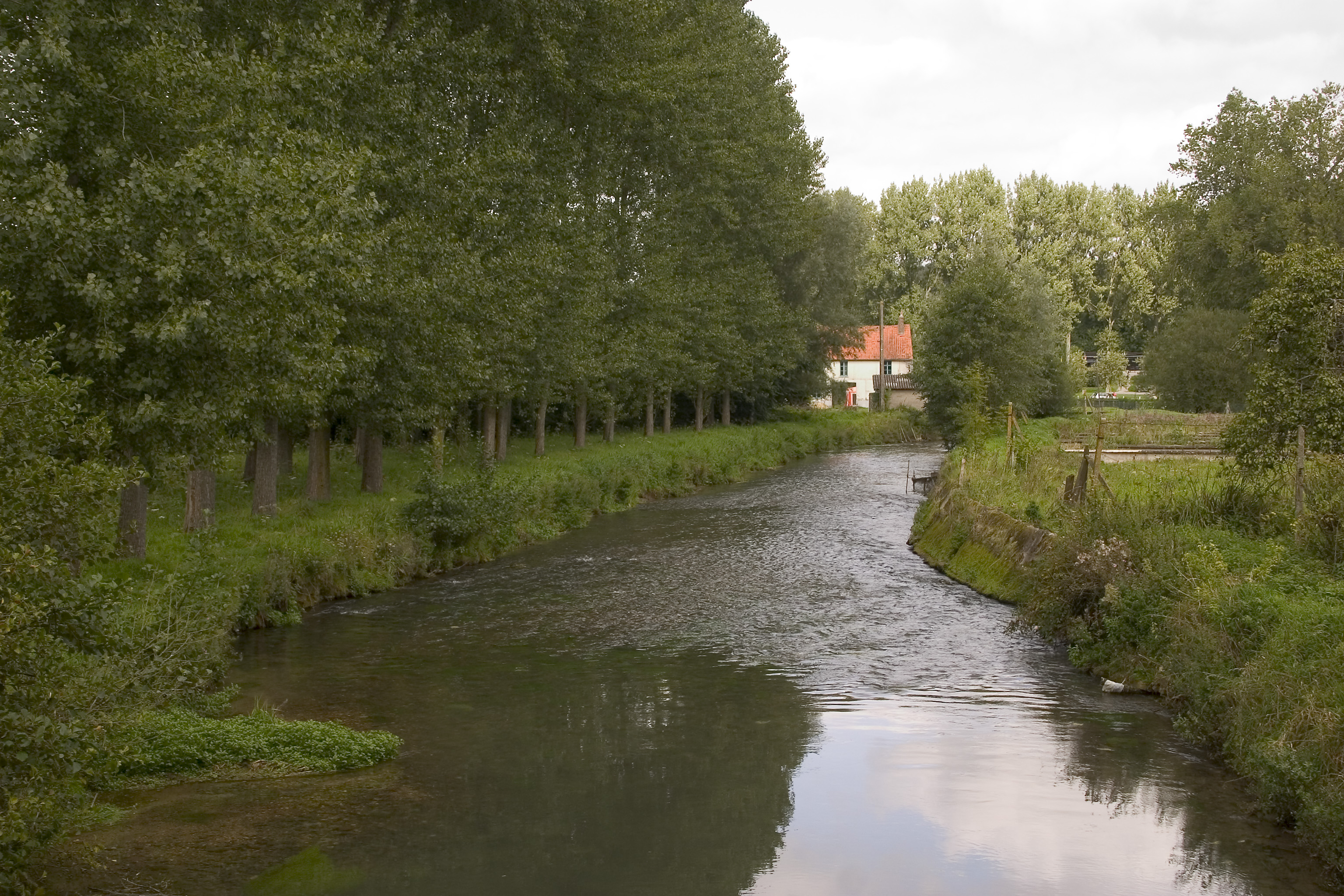
L'Aa à Merck-Saint-Liévin.

### Climat
Pour des articles plus généraux, voir Climat des Hauts-de-France et Climat du Pas-de-Calais.
En 2010, le climat de la commune est de type climat océanique franc, selon une étude du CNRS s'appuyant sur une série de données couvrant la période 1971-2000. En 2020, Météo-France publie une typologie des climats de la France métropolitaine dans laquelle la commune est exposée à un climat océanique et est dans la région climatique Côtes de la Manche orientale, caractérisée par un faible ensoleillement (1 550 h/an) ; forte humidité de l’air (plus de 20 h/jour avec humidité relative > 80 % en hiver), vents forts fréquents.
Pour la période 1971-2000, la température annuelle moyenne est de 10,2 °C, avec une amplitude thermique annuelle de 13,7 °C. Le cumul annuel moyen de précipitations est de 892 mm, avec 13,4 jours de précipitations en janvier et 8,5 jours en juillet. Pour la période 1991-2020, la température moyenne annuelle observée sur la station météorologique la plus proche, située sur la commune de Nielles-lès-Bléquin à 8 km à vol d'oiseau, est de 10,6 °C et le cumul annuel moyen de précipitations est de 976,9 mm,. Pour l'avenir, les paramètres climatiques de la commune estimés pour 2050 selon différents scénarios d'émission de gaz à effet de serre sont consultables sur un site dédié publié par Météo-France en novembre 2022.

### Paysages
Pour un article plus général, voir Paysage en France.
La commune s'inscrit dans les « paysages des hauts plateaux artésiens » tels qu’ils sont définis dans l’atlas de paysages de la région Nord-Pas-de-Calais, conçu par la direction régionale de l'Environnement, de l'Aménagement et du Logement (DREAL),.
Ces paysages, qui concernent 77 communes du Pas-de-Calais, se situent à l'extrémité ouest des collines de l'Artois qui traversent le Pas-de-Calais d'Arras au Boulonnais. L'altitude de ces paysages dépassent les 180 mètres. Ces dimensions sont modestes, d'une quinzaine de kilomètres du sud-est au nord-ouest et d'une vingtaine de kilomètres dans sa dimension la plus grande.
Ces « paysages des hauts plateaux artésiens », appelés aussi « Haut Artois », se caractérisent par trois ensembles écopaysagers : 
- l'ensemble mésophile ouvert du plateau artésien calcaire ;
- l'ensemble alluvial des fonds de vallée de la Lys et de l'Aa ;
- l'ensemble calcicole des versants calcaires des vallées[13].

Le « Haut Artois » dispose d'une importante densité de corridors biologiques bien interconnectés.
Dans le « Haut Artois », pas de villes, c'est une des rares terres rurales de la région, les communes les plus importantes sont, du nord au sud, Lumbres, Fauquembergues et Fruges. Le « Haut Artois », drainé par l'Aa et la Lys, constitue le sommet de l'anticlinal artésien, paysage ventée, froid et aux précipitations importantes qui en font le château d'eau régional.
Leș cultures représentent environ 60 % des sols, les prairies entre 26 et 27 %, les bois de 5 à 8 % et les villages et bourgs de 5 à 8 %, l'industrie y est peu présente.

### Milieux naturels et biodiversité

#### Zones naturelles d'intérêt écologique, faunistique et floristique
L’inventaire des zones naturelles d'intérêt écologique, faunistique et floristique (ZNIEFF) a pour objectif de réaliser une couverture des zones les plus intéressantes sur le plan écologique, essentiellement dans la perspective d’améliorer la connaissance du patrimoine naturel national et de fournir aux différents décideurs un outil d’aide à la prise en compte de l’environnement dans l’aménagement du territoire.
Le territoire communal comprend deux ZNIEFF de type 1 : 
- les coteaux de la haute vallée de l’Aa et les carrières de Cléty. Cette ZNIEFF est constituée d’une craie marneuse formée il y a environ 90 millions d’années par la sédimentation marine. L’érosion du plateau crayeux de l’Artois a donné naissance à de nombreuses vallées sèches ou parcourues par des ruisseaux temporaires, voire de véritables cours d’eau[14] ;
- La haute Aa et ses végétations alluviales entre Remilly-Wirquin et Wicquinghem, d’une superficie de 564 ha et d'une altitude variant de 40 à 118 mètres[15].

et deux ZNIEFF de type 2 : 
- la moyenne vallée de l’Aa et ses versants entre Remilly-Wirquin et Wizernes. La moyenne vallée de l’Aa et ses versants représentent un remarquable ensemble écologique associant des habitats très différents constituant des complexes de végétations souvent complémentaires[16] ;
- la haute vallée de l’Aa et ses versants en amont de Remilly-Wirquin. La haute vallée de l’Aa se rattache à l’entité paysagère des hauts plateaux artésiens, elle intègre la source de ce fleuve côtier situé à Bourthes et les premiers kilomètres de ce cours d’eau qui trace un sillon profond dans les collines de l'Artois[17].

#### Espèces faunistiques et floristiques
L’Inventaire national du patrimoine naturel (INPN) recense plusieurs espèces faunistiques et floristiques sur le territoire de la commune dont certaines sont protégées et d’autres menacées et quasi-menacées.

## Urbanisme

### Typologie
Au 1er janvier 2024, Merck-Saint-Liévin est catégorisée commune rurale à habitat dispersé, selon la nouvelle grille communale de densité à sept niveaux définie par l'Insee en 2022.
Elle appartient à l'unité urbaine de Fauquembergues, une agglomération intra-départementale regroupant quatre  communes, dont elle est ville-centre,,. Par ailleurs la commune fait partie de l'aire d'attraction de Saint-Omer, dont elle est une commune de la couronne,. Cette aire, qui regroupe 79 communes, est catégorisée dans les aires de 50 000 à moins de 200 000 habitants,.

### Occupation des sols
L'occupation des sols de la commune, telle qu'elle ressort de la base de données européenne d’occupation biophysique des sols Corine Land Cover (CLC), est marquée par l'importance des territoires agricoles (93,2 % en 2018), une proportion identique à celle de 1990 (93,2 %). La répartition détaillée en 2018 est la suivante : 
terres arables (75,5 %), prairies (17,7 %), zones urbanisées (4,1 %), forêts (2,8 %). L'évolution de l’occupation des sols de la commune et de ses infrastructures peut être observée sur les différentes représentations cartographiques du territoire : la carte de Cassini (XVIIIe siècle), la carte d'état-major (1820-1866) et les cartes ou photos aériennes de l'IGN pour la période actuelle (1950 à aujourd'hui).

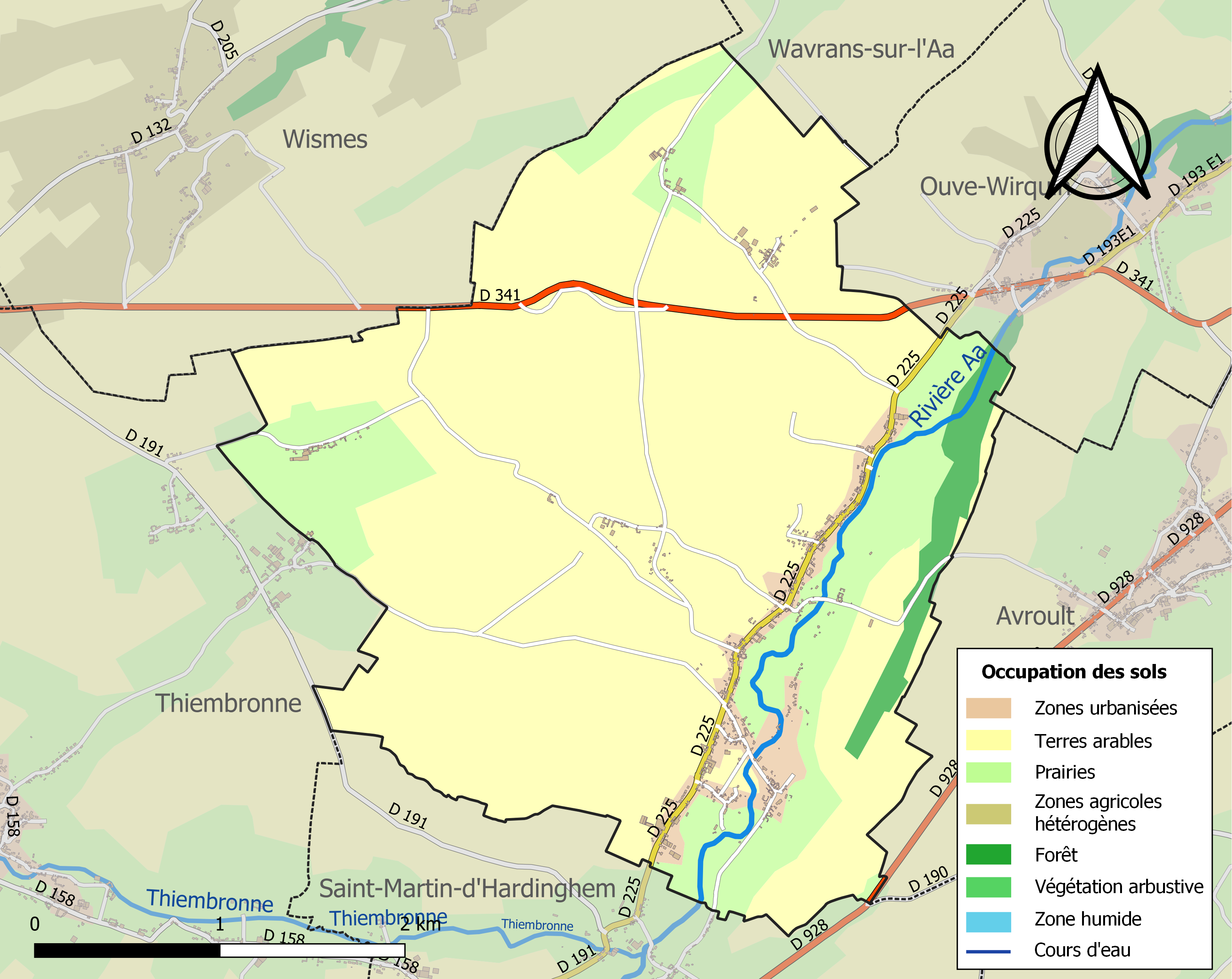
Carte des infrastructures et de l'occupation des sols de la commune en 2018 (CLC).

### Voies de communication et transports
La commune disposait d'une gare sur la ligne de chemin de fer Anvin - Calais, de 1882, année de la création de la ligne, jusqu'à la fermeture définitive de la ligne en 1955.

### Risques naturels et technologiques

#### Risque inondation
À la suite du passage des tempêtes Ciarán, Domingos et Elisa et des inondations et coulées de boue qui se sont produites, la commune est reconnue, par arrêté du 14 novembre 2023, en état de catastrophe naturelle pour inondations et coulées de boue sur la période du 2 au 12 novembre 2023, comme 179 autres communes du département.

## Toponymie
Le nom de la localité est attesté sous les formes Merkenez en 1139 ; Merquenes en 1289 ; Merques en 1323-1324 ; Merc en 1335 ; Merkenes au XIVe siècle ; Merquennes en 1559 ; Mercques-Saint-Liévin en 1739 ; Saint-Liévin-Marcq en 1739 ; Saint Lievin en 1793 ; Merq-Saint-Lievin et Merck-Saint-Liévindepuis 1801.
L'hagiotoponyme Saint-Liévin fait très probablement référence à Liévin de Gand, évêque irlandais, qui fut un grand évangélisateur des Morins au VIIe siècle et qui fut beaucoup vénéré dans le Nord de la France.
La commune porte le nom de Merck-Saint-Lévin  en picard et Sint-Lievens-Merk en flamand.

## Politique et administration

### Découpage territorial
La commune se trouve dans l'arrondissement de Saint-Omer du département du Pas-de-Calais.

#### Commune et intercommunalités
La commune est membre de la communauté d'agglomération du Pays de Saint-Omer qui regroupe 53 communes et compte 104 937 habitants en 2021.

#### Circonscriptions administratives
La commune est rattachée au canton de Fruges.

#### Circonscriptions électorales
Pour l'élection des députés, la commune fait partie de la sixième circonscription du Pas-de-Calais.

### Élections municipales et communautaires

#### Liste des maires
| Période                                  | Période                    | Identité              | Étiquette | Qualité                                    |
| ---------------------------------------- | -------------------------- | --------------------- | --------- | ------------------------------------------ |
| Les données manquantes sont à compléter. |                            |                       |           |                                            |
|                                          | 1977                       | Paul Caron            |           |                                            |
| 1977                                     | 2001                       | Michel Caron          | RPR       | Conseiller général (1992 → 2003)           |
| mars 2001                                | 2014                       | Francis Dhalleine     |           | Cadre au Crédit Agricole                   |
| 2014,                                    | 2020                       | Marie-Françoise Caron |           | Enseignante retraitée de droit et économie |
| 3 juillet 2020                           | En cours (au 29 mars 2022) | Philippe Hochart      |           | Agriculteur,                               |

## Population et société

### Démographie
Les habitants sont appelés les Merckois.

#### Évolution démographique
L'évolution du nombre d'habitants est connue à travers les recensements de la population effectués dans la commune depuis 1793. Pour les communes de moins de 10 000 habitants, une enquête de recensement portant sur toute la population est réalisée tous les cinq ans, les populations de référence des années intermédiaires étant quant à elles estimées par interpolation ou extrapolation. Pour la commune, le premier recensement exhaustif entrant dans le cadre du nouveau dispositif a été réalisé en 2008.

En 2022, la commune comptait 664 habitants, en évolution de +1,53 % par rapport à 2016 (Pas-de-Calais : −0,72 %, France hors Mayotte : +2,11 %).
| 1793 | 1800 | 1806 | 1821 | 1831 | 1836 | 1841 | 1846 | 1851 |
| ---- | ---- | ---- | ---- | ---- | ---- | ---- | ---- | ---- |
| 750  | 799  | 916  | 937  | 954  | 618  | 633  | 632  | 654  |

| 1856 | 1861 | 1866 | 1872 | 1876 | 1881 | 1886 | 1891 | 1896 |
| ---- | ---- | ---- | ---- | ---- | ---- | ---- | ---- | ---- |
| 631  | 658  | 700  | 664  | 698  | 690  | 693  | 709  | 713  |

| 1901 | 1906 | 1911 | 1921 | 1926 | 1931 | 1936 | 1946 | 1954 |
| ---- | ---- | ---- | ---- | ---- | ---- | ---- | ---- | ---- |
| 635  | 608  | 547  | 511  | 501  | 472  | 494  | 527  | 562  |

| 1962 | 1968 | 1975 | 1982 | 1990 | 1999 | 2006 | 2008 | 2013 |
| ---- | ---- | ---- | ---- | ---- | ---- | ---- | ---- | ---- |
| 535  | 550  | 547  | 514  | 517  | 507  | 561  | 577  | 635  |

| 2018 | 2022 | - | - | - | - | - | - | - |
| ---- | ---- | - | - | - | - | - | - | - |
| 659  | 664  | - | - | - | - | - | - | - |

#### Pyramide des âges
En 2018, le taux de personnes d'un âge inférieur à 30 ans s'élève à 36,1 %, soit en dessous de la moyenne départementale (36,7 %). À l'inverse, le taux de personnes d'âge supérieur à 60 ans est de 27,1 % la même année, alors qu'il est de 24,9 % au niveau départemental.
En 2018, la commune comptait 335 hommes pour 324 femmes, soit un taux de 50,83 % d'hommes, largement supérieur au taux départemental (48,50 %).
Les pyramides des âges de la commune et du département s'établissent comme suit.
| Hommes | Classe d’âge | Femmes |
| ------ | ------------ | ------ |
| 1,2    | 90 ou +      | 1,5    |
| 11,3   | 75-89 ans    | 10,2   |
| 14,0   | 60-74 ans    | 16,0   |
| 17,3   | 45-59 ans    | 14,8   |
| 21,2   | 30-44 ans    | 20,1   |
| 15,8   | 15-29 ans    | 14,8   |
| 19,1   | 0-14 ans     | 22,5   |

| Hommes | Classe d’âge | Femmes |
| ------ | ------------ | ------ |
| 0,5    | 90 ou +      | 1,6    |
| 5,6    | 75-89 ans    | 8,9    |
| 16,7   | 60-74 ans    | 18,1   |
| 20,2   | 45-59 ans    | 19,2   |
| 18,9   | 30-44 ans    | 18,1   |
| 18,2   | 15-29 ans    | 16,2   |
| 19,9   | 0-14 ans     | 17,9   |

## Culture locale et patrimoine

### Lieux et monuments

#### Monuments historiques
- L'église Saint-Omer. Elle fait l’objet d’une inscription au titre des monuments historiques depuis le 26 avril 1930[43]. Elle est brûlée en 1638 par les troupes françaises puis pillée en 1710, et endommagée durant la Première Guerre mondiale. Elle possède une flèche à crochets ajourée élevée au XVIe siècle. Les marins y viennent en pèlerinage pour vénérer les reliques de l'Irlandais saint Liévin.

L'église héberge 29 éléments patrimoniaux, répertoriés dans la base Palissy, classés ou inscrits au titre d'objet des monuments historiques, dont neuf sont classés.
- Le portail du cimetière fait l’objet d’une inscription au titre des monuments historiques depuis le 2 décembre 1946[45].

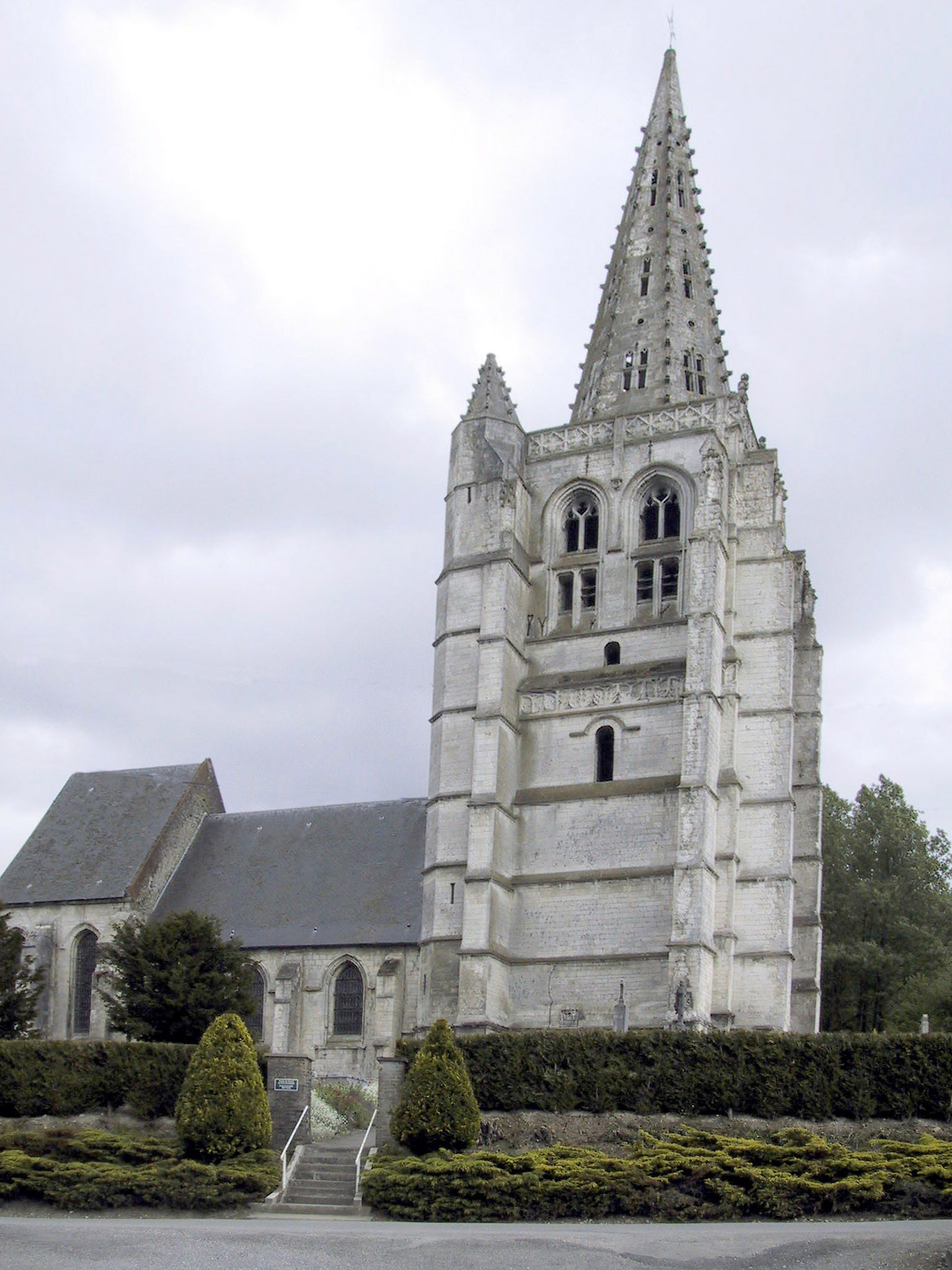
L'église.
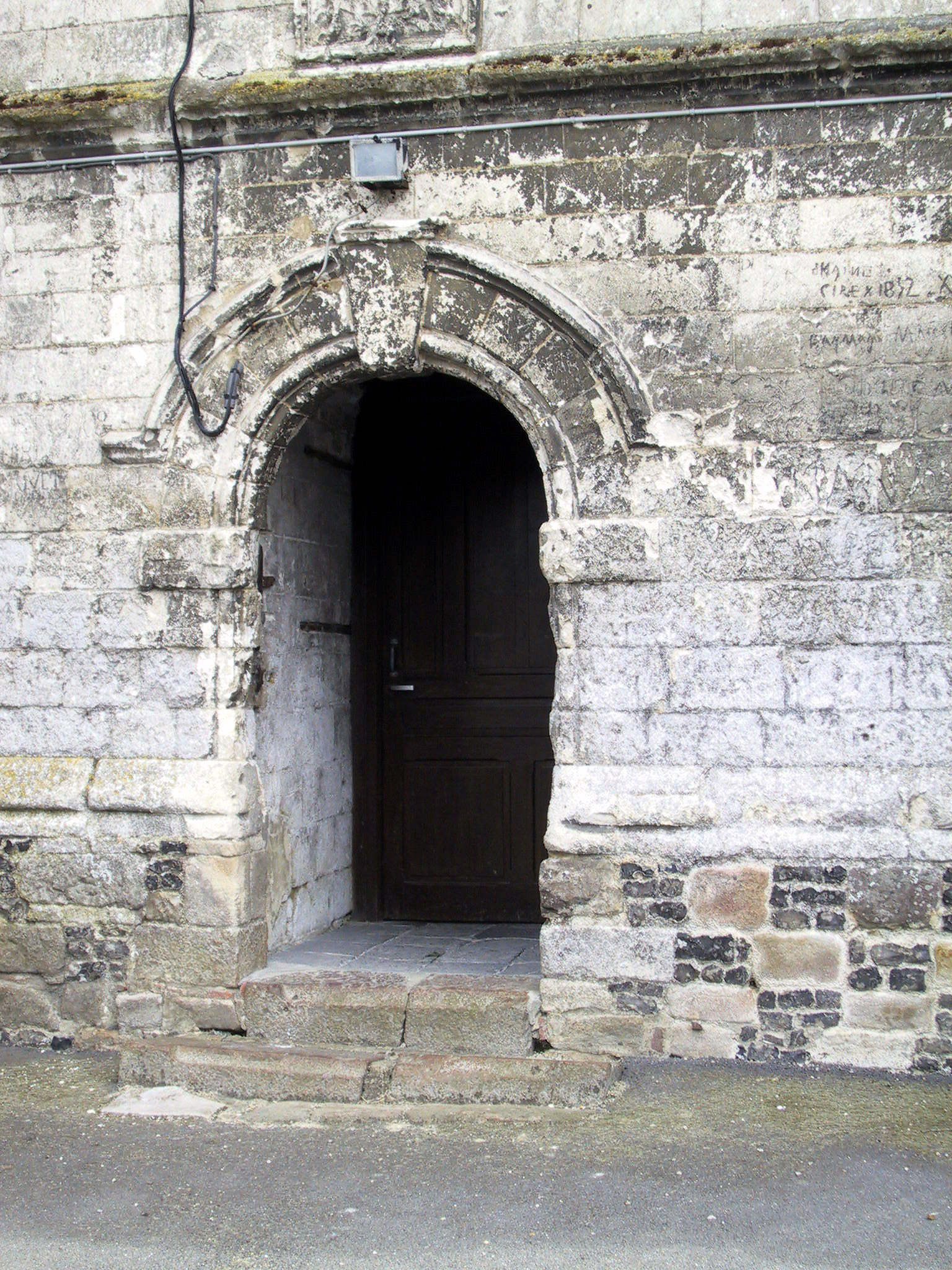
La porte latérale de l'église.
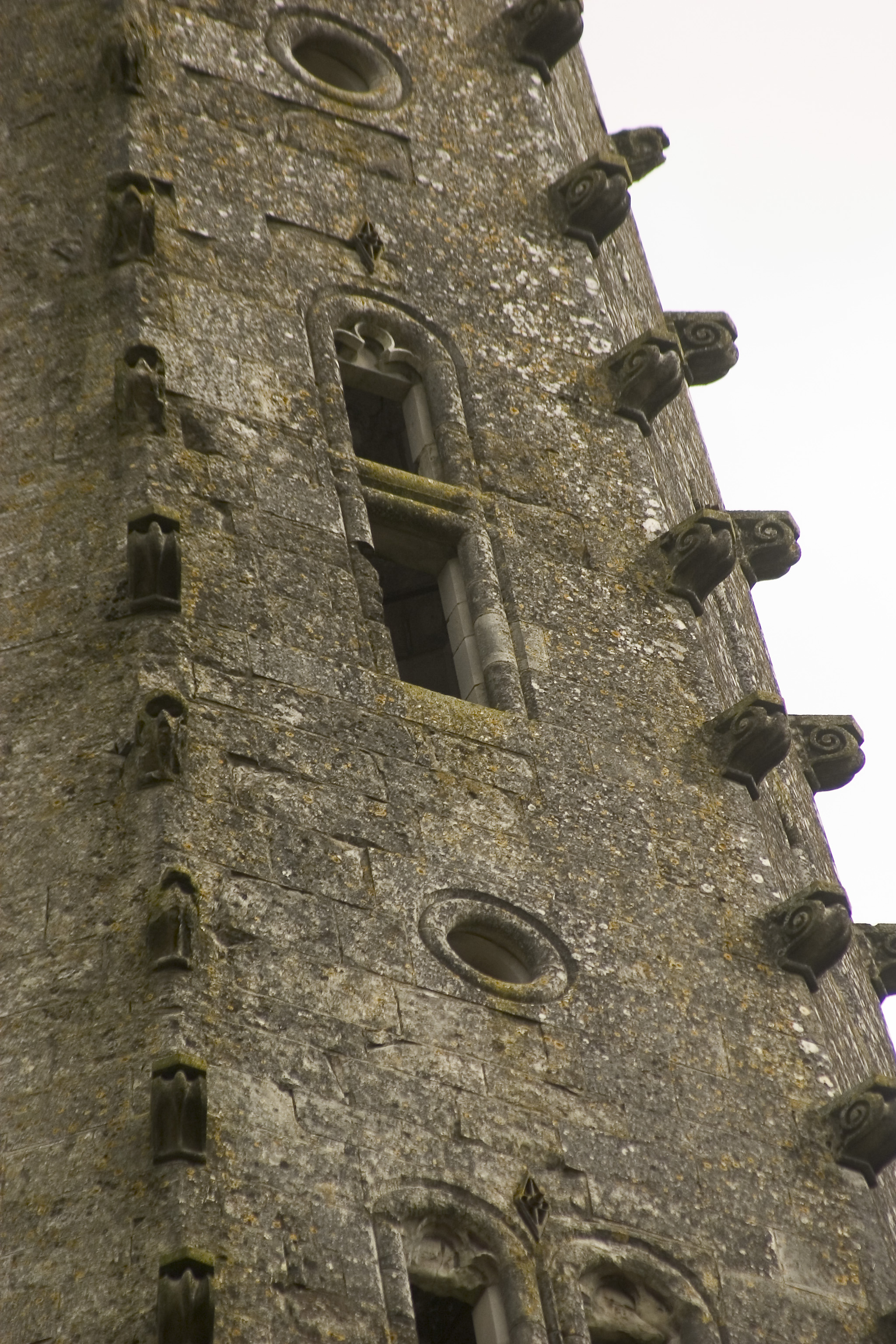
La flèche à crochets.
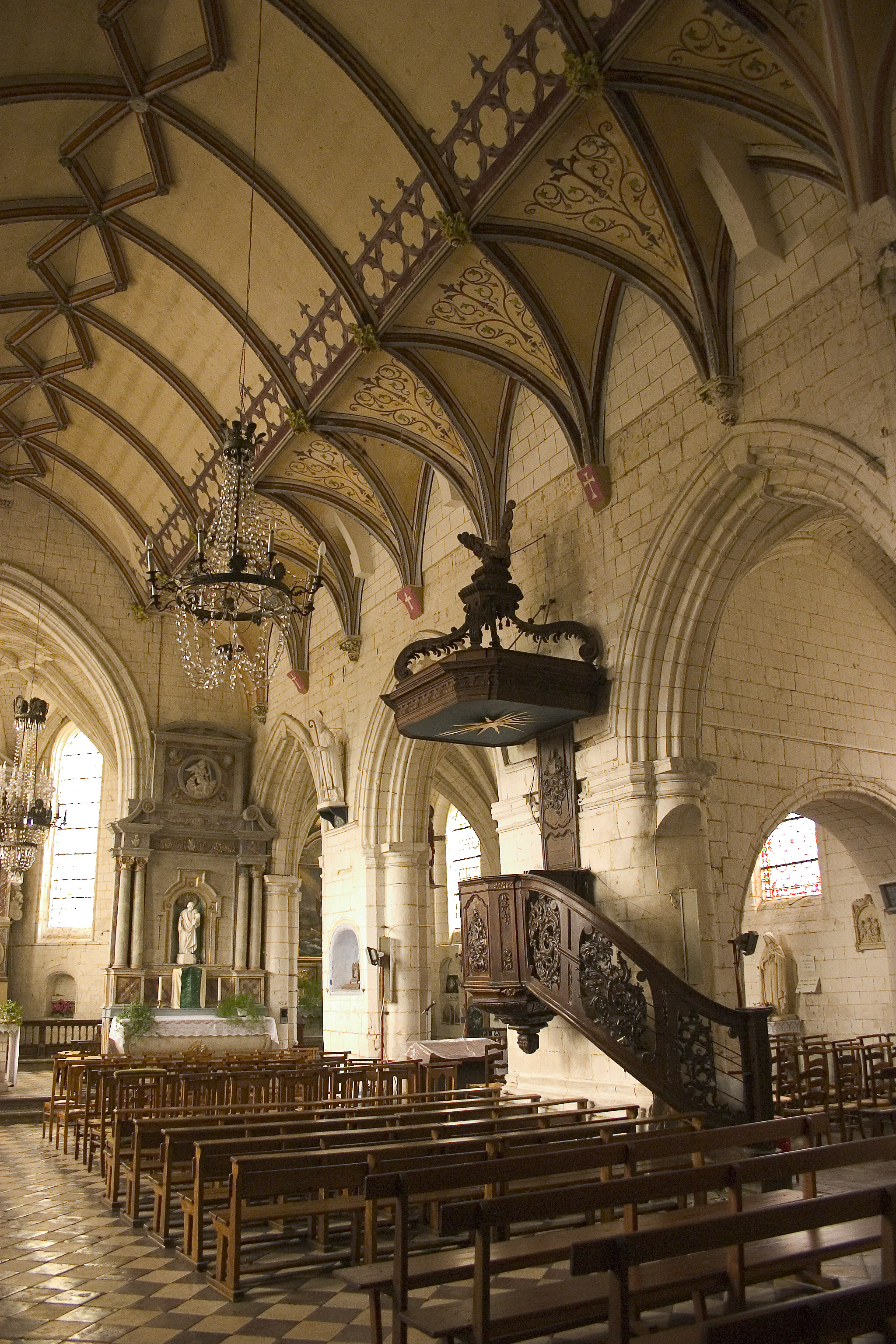
La chaire de l'église.
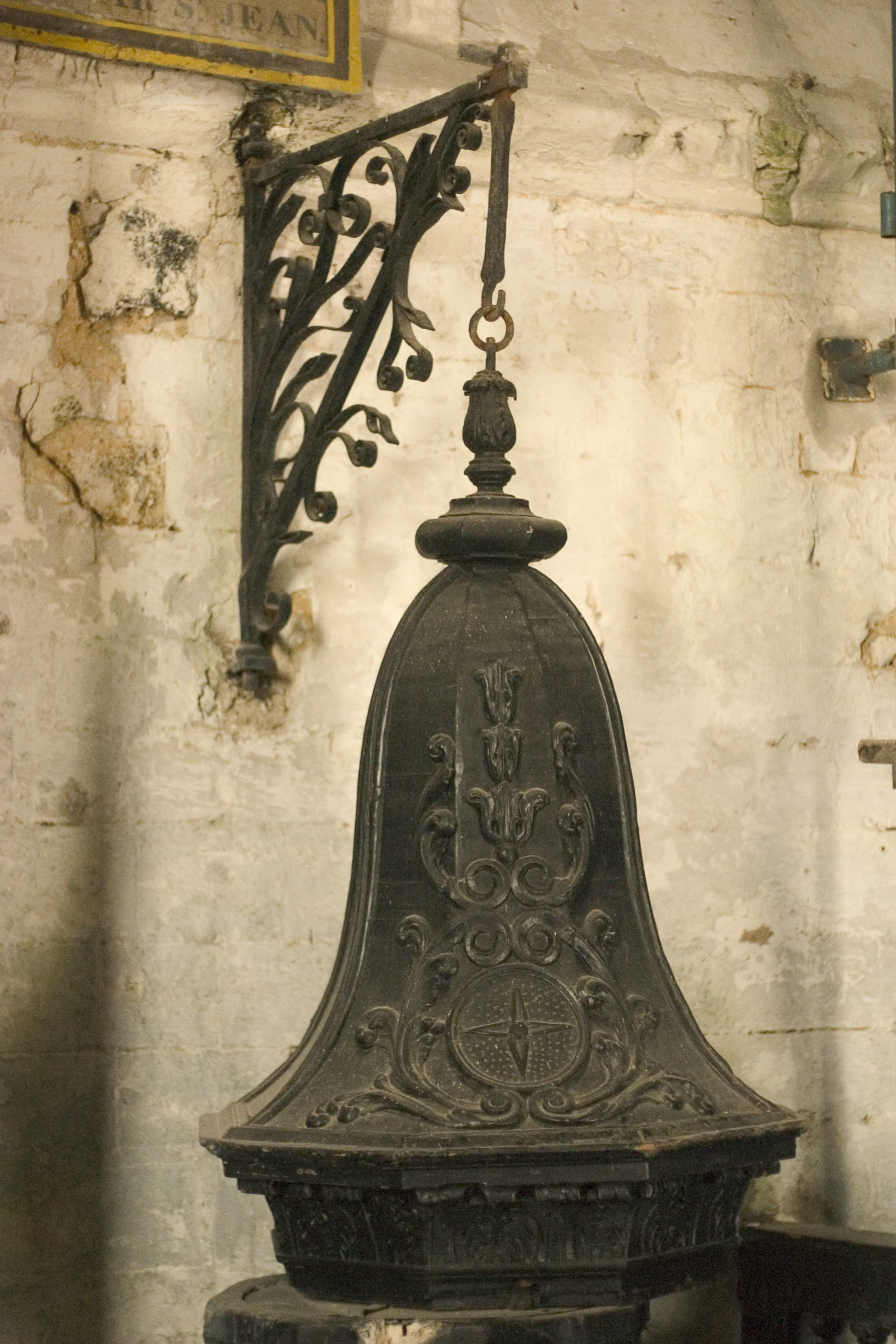
Les fonts baptismaux.
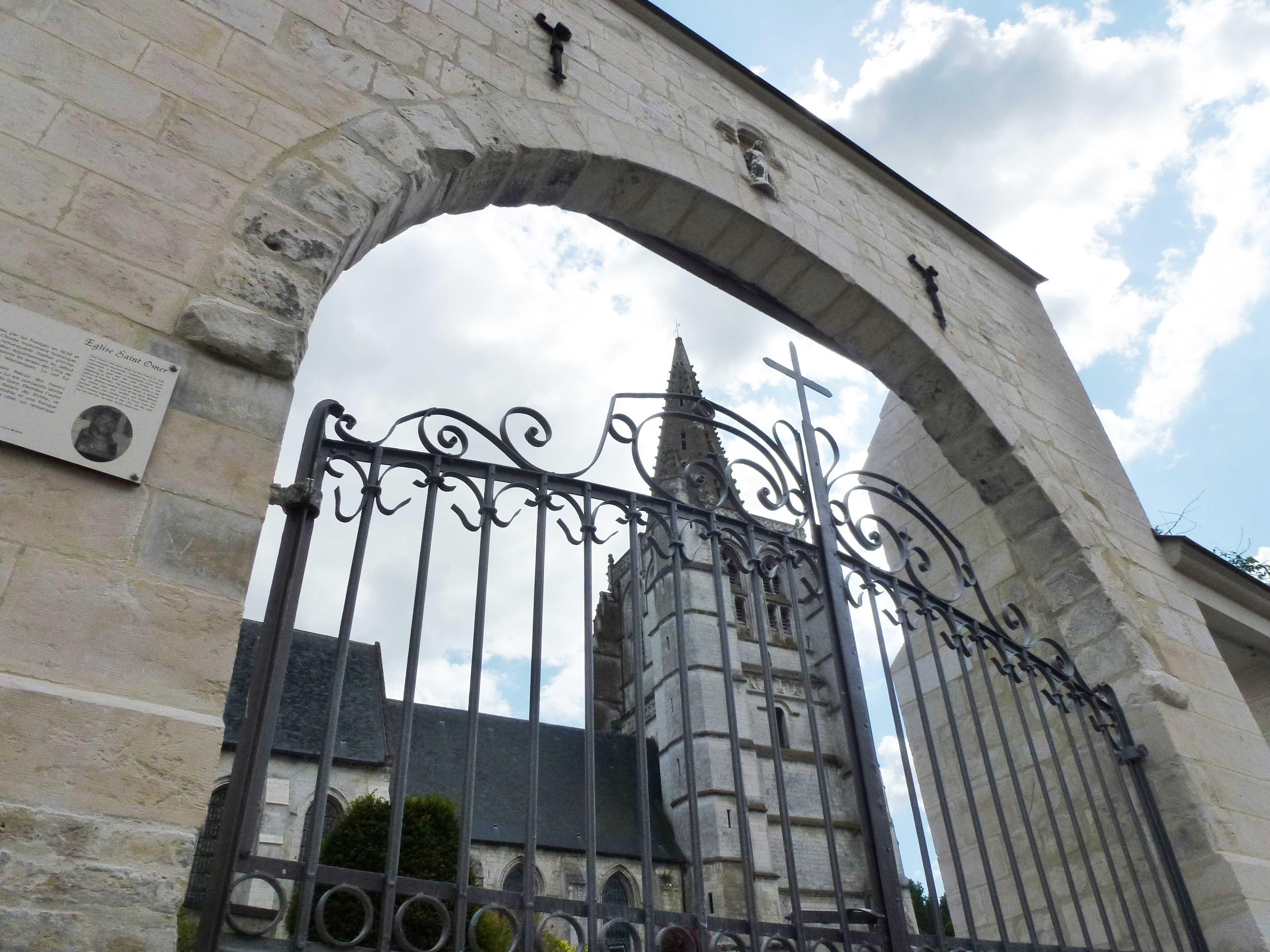
Le portail du cimetière.

#### Autres lieux et monuments
- Le monument aux morts, surmonté d'une croix latine[46].
- Au cimetière, une tombe de guerre de la Commonwealth War Graves Commission.
- L'ancienne gare du chemin de fer.
- Le moulin de Suzette et les étangs de l'Aa.

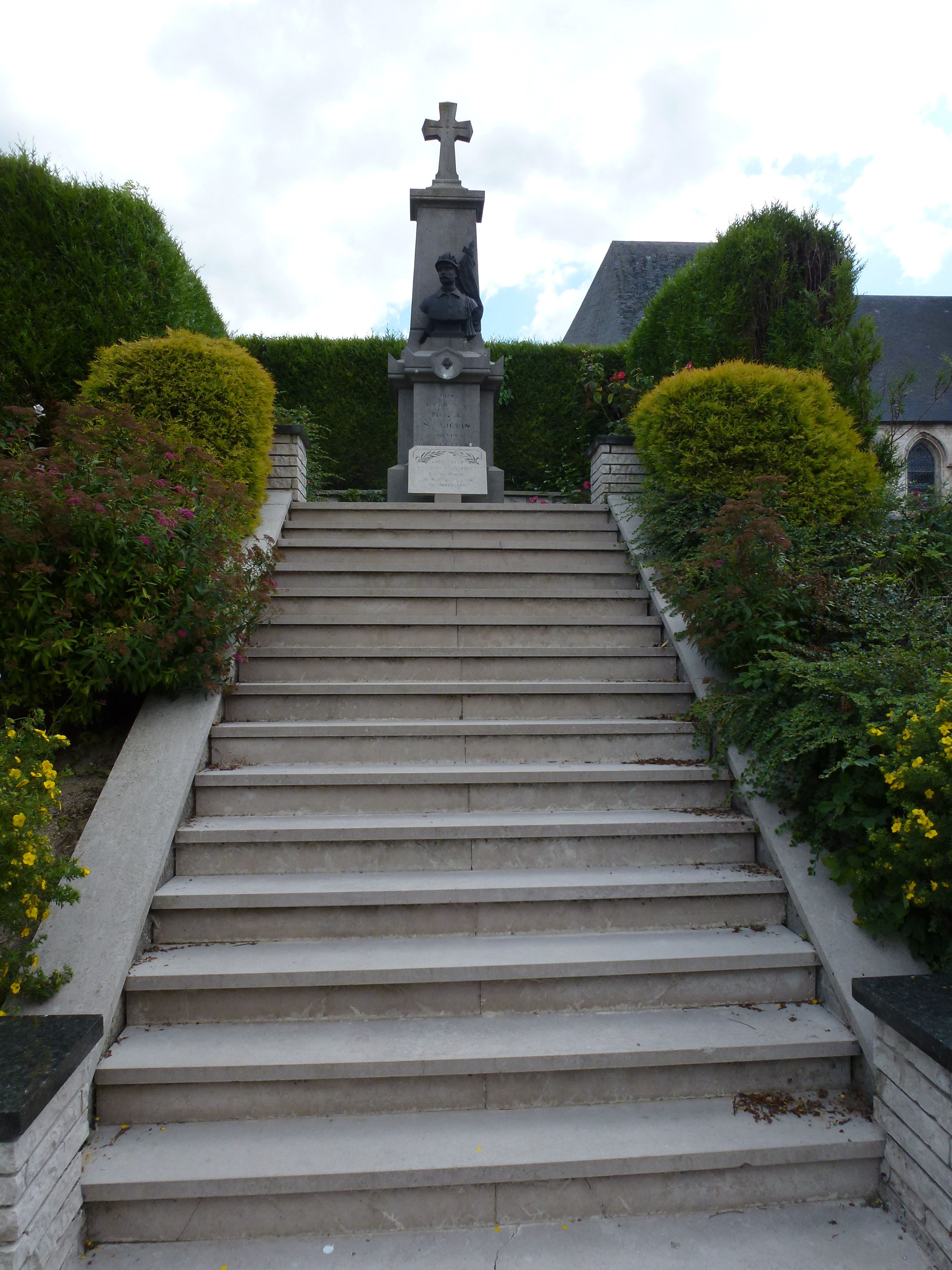
Le monument aux morts.
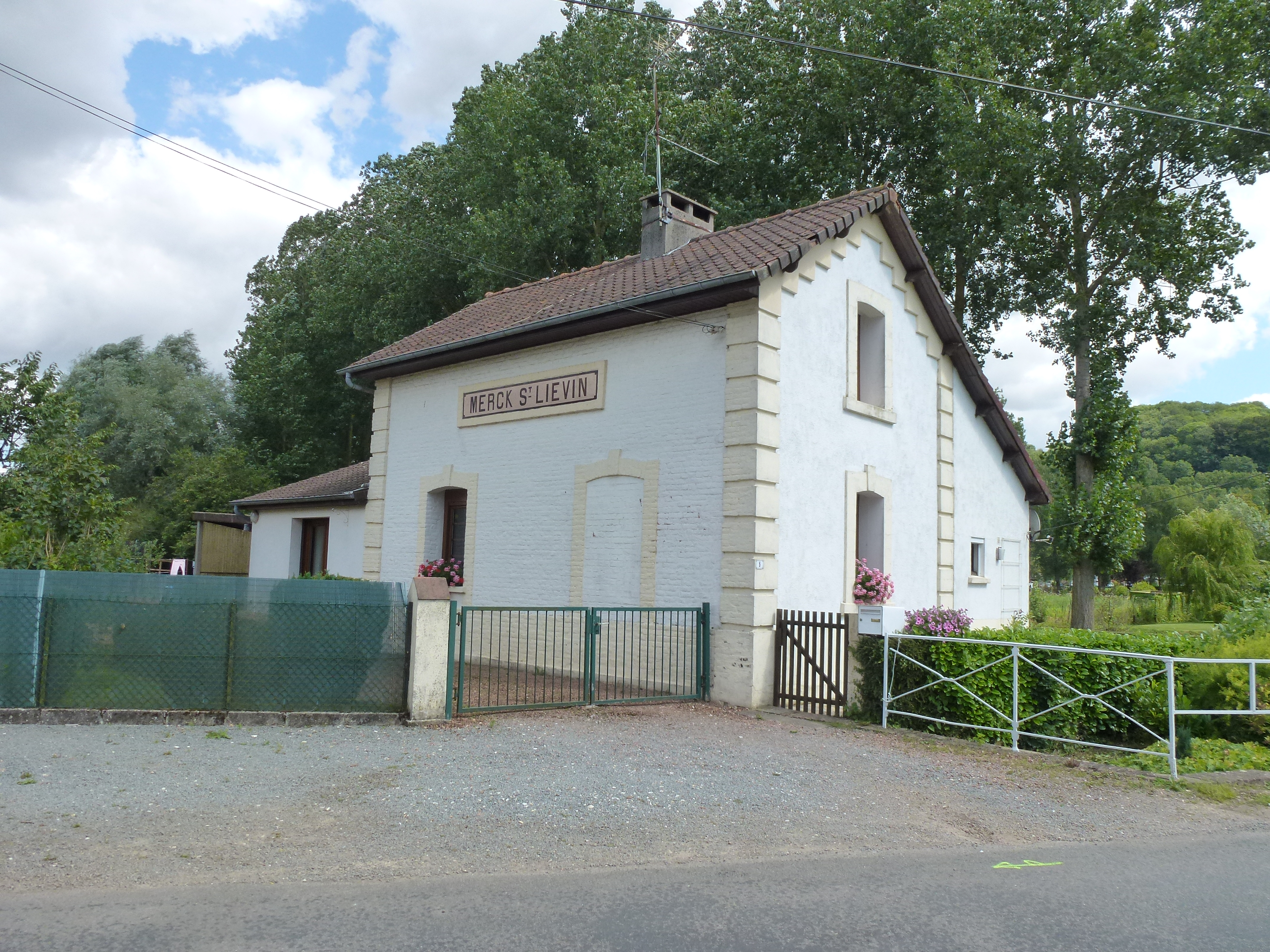
L'ancienne gare.
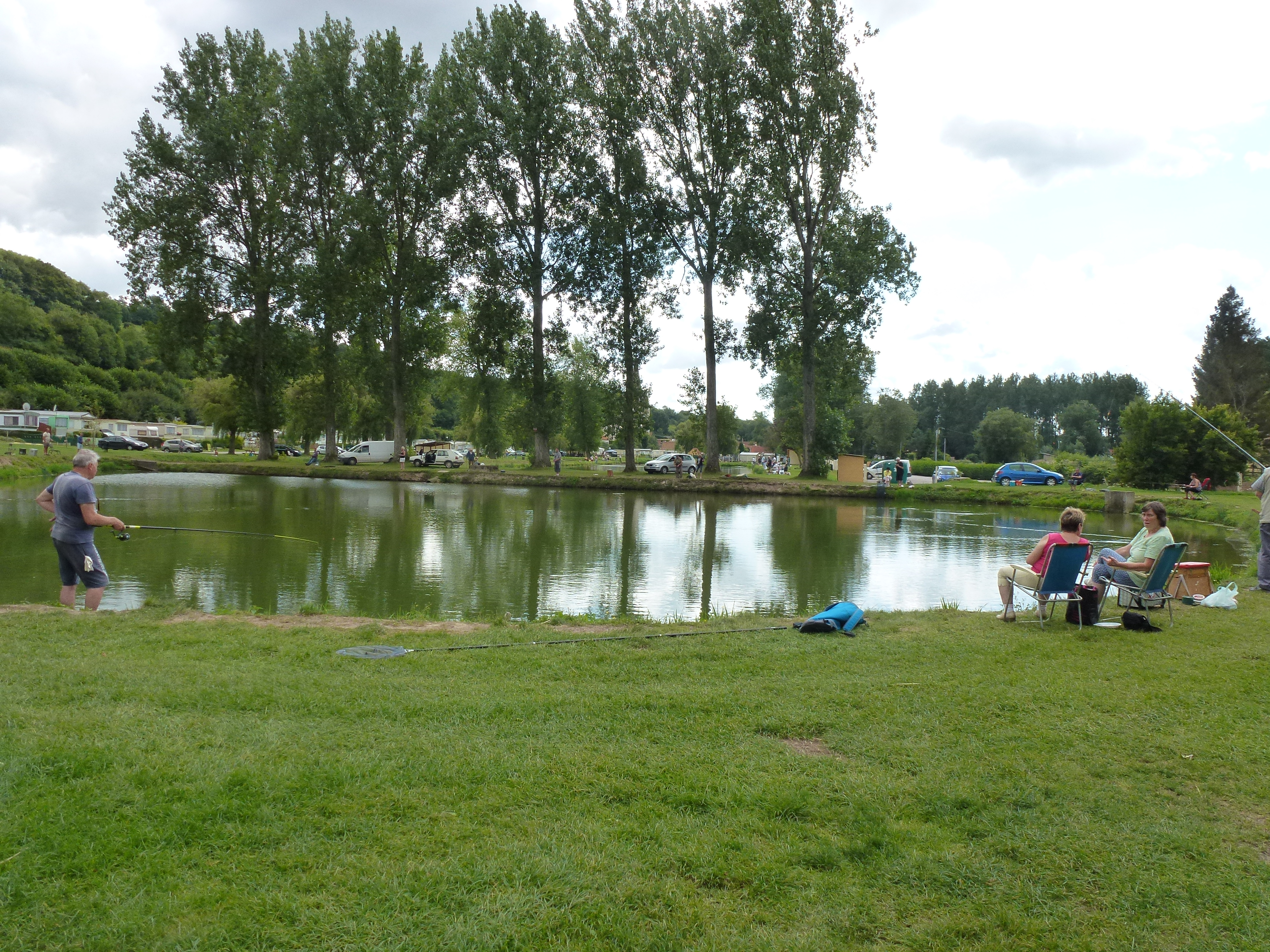
Les étangs de l'Aa.

### Personnalités liées à la commune
- Liévin de Gand, évêque irlandais, évangélisateur des Flandres au VIIe siècle.

### Héraldique
| Blason de Merck-Saint-Liévin | Blason  | D'argent à une torche enflammée de gueules posée en bande, au chef du même chargé d'une truite d'argent (nageant de front).                                                                                        |
| Blason de Merck-Saint-Liévin | Détails | La torche évoque saint Liévin, patron de la paroisse, à qui était dédié autrefois un pèlerinage très populaire, à la lumière des torches. La truite rappelle les eaux poissonneuses de la commune. Adopté en 1996. |

## Pour approfondir

#### Bases de données, dictionnaires et encyclopédies
- Ressources relatives à la géographie :   - Insee (communes)
  - Ldh/EHESS/Cassini
- Ressource relative à plusieurs domaines :   - Annuaire du service public français
- Notices d'autorité :   - VIAF
  - BnF (données)